# Cheney Stadium
Das Cheney Stadium ist ein Sportstadion in Tacoma im US-Bundesstaat Washington. Das Stadion wurde 1960 eröffnet und zuletzt im Jahr 2011 renoviert. Es hat eine Kapazität von 6500 Plätzen.

## Geschichte
Im Jahr 1957 hatten die ortsansässigen Geschäftsleute Ben Cheney und Clay Huntington die Idee, ein Baseballstadion in Tacoma zu bauen. Im Laufe der folgenden drei Jahre gelang es ihnen, die Eigentümer der San Francisco Giants zu überzeugen, ihre Triple A-Mannschaft von Phoenix nach Tacoma zu bringen, sofern ein geeignetes Stadion zur Verfügung steht. Der Stadtrat befürwortete das Vorhaben, und so gelang es, innerhalb von nur dreieinhalb Monaten das Stadion zu errichten.
In den folgenden 51 Jahren blieb das Stadion weitgehend unverändert, so dass dessen Alter zunehmend sichtbar wurde. Daher wurde es von September 2010 bis April 2011 innerhalb von nur 210 Tagen grundlegend renoviert und modernisiert.

## Nutzung
Im Stadion tragen die Tacoma Rainiers aus der Pacific Coast League, die Tacoma Defiance aus der USL Championship und der OL Reign aus der National Women’s Soccer League ihre Heimspiele aus.